# Miguel Tiago
Miguel Tiago Crispim Rosado (ur. 27 sierpnia 1979) – portugalski polityk, od 2005 poseł do Zgromadzenia Republiki. 

## Życiorys
Ukończył studia licencjackie z dziedziny geologii na Uniwersytecie Lizbońskim. Rozpoczął działalność w Młodzieży Komunistycznej (Juventude Comunista Portuguesa, JCP) i Portugalskiej Partii Komunistycznej (PCP). Zasiada w Dyrekcji Krajowej i Komisji Politycznej JCP oraz w Dyrekcji Miejskiej PCP w Lizbonie. W wyborach w 2005, 2009 i 2011 uzyskiwał mandat posła do Zgromadzenia Republiki z listy PCP w okręgu Lizbona. 
Uprawia aikido i jest motocyklistą.